# Панджи Тохджайя
Панджи Тохджайя — третий король Сингасари из династии Раджаса, сын первого короля Сингасари Кен Арока и его первой жены Кен Уманг. В 1248 году захватил трон Сингасари, убив своего предшественника и сводного брата Анусапати. Правил всего несколько месяцев, после чего был свергнут своими племянниками Ранггу Вуни (сыном Анусапати) и Махиша Чампакой (сыном Махиша Вонга Теленга, внуком Кен Арока), которые правили диумвиратом под именами Вишнувардхана и Нарасингамурти.

## Предыстория
В начале XIII в. на о. Ява сосуществовали два государства — королевство Сунда на западе и Кедири в центральной и восточной части. При последнем короле династии Кедири — Кертаджайе (1194—1222) государство находилось в глубоком кризисе из-за интенсивного храмового строительства, которое подрывало ресурсы страны. В результате обострившейся социальной напряжённости на востоке Явы началось крестьянское восстание, которое возглавил простолюдин Кен Арок. Вначале он захватил власть в княжестве Тумапел, являвшемся вассалом королевства Кедири, а затем, разбив в 1222 году последнего короля Кедири Кертаджайю в битве у деревни Гантер, захватил власть в центральной и восточной Яве, основав собственное королевство Сингасари.
Согласно полумифической яванской исторической хронике Параратон, Кен Арок, захватив власть в княжестве Тумапел, убил прежнего правителя Тунггул Аметунга и женился на его вдове Кен Дедес, которая была в это время беременна. Родившегося вскоре Анусапати Кен Арок усыновил и воспитал как родного сына. В дальнейшем противоречия между отстранённой от власти старой феодальной аристократией и новой аристократии в лице предводителей крестьянского восстания привели к организации заговора, в котором Анусапати, выступивший на стороне старой аристократии, убил Кен Арока и сам взошёл на престол Сингасари.

## Ранние годы
Отец Панджи Тохджайи, Кен Арок, предводитель крестьянского восстания на востоке о. Ява, до захвата власти в княжестве Тумапел был женат на простолюдинке Кен Уманг, от которой имел трёх сыновей — Панджи Тохджайя, Панджи Судату, Тухан Врегола и дочь, имя которой неизвестно. Второй его женой стала Кен Дедес, вдова убитого им князя Тунггул Аметунга. Сын Кен Дедес, Анусапати, которым она была беременна до брака с Кен Ароком, в 1227 году организовал заговор против отчима, в результате которого стал королём Сингасари.
Со своим сводным братом, Тохджайей, старшим сыном Кен Арока от простолюдинки Кен Уманг, Анусапати находился в хороших отношениях и не видел в нём соперника.

## Свержение Анусапати
В 1249 году, по-видимому, произошел последний всплеск крестьянского движения против аристократии, во главе которого встал Тохджайя. Согласно летописи, Тохджайя случайно узнал правду о гибели отца и ждал подходящего случая для мести. Однажды, когда, сводные братья наблюдали петушиный бой (любимое развлечение Анусапати), Тохджайя попросил Анусапати одолжить ему магический крис (единственное оружие, которым, согласно мифам, можно было убить короля) и заколол брата. После убийства он сам занял королевский трон.
В этом предании, видимо, опущены какие-то важные подробности. Маловероятно, что Тохджайя в одиночку одолел многочисленных телохранителей Анусапати и будучи явным убийцей короля смог занять его место. Скорее всего, Тохджайя овладел троном, возглавив антифеодальное восстание. В пользу этого говорят средневековые яванские источники, авторы которых демонстрируют явные симпатии к аристократам. В летописи Параратон Тохджайя изображается жестоким и коварным убийцей, истреблявшим своих ближайших родственников. В Нагаракертагаме правление Тохджайи вообще опущено, хотя уделяется большое внимание деятельности потомственных аристократов — короля Кертаджайи и его потомка Джайякатванга, которые были злейшими врагами королевства Сингасари.

## Правление
Судя по имеющимся источникам, Тохджайя сместил высших чиновников, выдвинувшихся при Анусапати. Затем, согласно Параратону, он стал строить планы устранения своих родственников. Истребить планировалось не только потомков Тунггул Аметунга, но и потомков Кен Ангрока. Первыми должны были погибнуть Рангга Вуни (сын Анусапати) и Махис Чампак (сын Махиса Вунга Теленга, внук Кен Ангрока и Кен Дедес).
За этим преданием скорее всего стоят реальные исторические события. Подъём крестьянского антифеодального движения заставил сплотиться старую аристократию (потомков Тунггул Аметунга) и новую аристократию (потомков Кен Арока и Кен Дедес). Чтобы устранить противников, Тохджайя по совету первого министра Пранараджи принял решение убить племянников.
Убить принцев было приказано человеку по имени Лембу Ампал. Однако один из брахманов подслушал разговор короля с Лембу Ампалом и предупредил Рангга Вуни и Махиса Чампаку об опасности. Принцы укрылись в доме приверженца свергнутого короля Панджи Патипата. Скорее всего дом представлял собой целый укрепленный квартал, куда убийца не смог проникнуть. Страшась наказания за невыполненный приказ, Лембу Ампал вступил в переговоры с принцами и предложил им свергнуть Тохджайю, спровоцировав конфликт между двумя частями королевской гвардии — «раджасами» и «синелирами».
Тохджайя попытался прекратить конфликт в силой, чем спровоцировал мятеж, в результате которого гвардия атаковала королевский дворец. В сражении Тохджайя был ранен, бежал в деревню Катанг Лумбанг и вскоре умер:22.
Короткое правление Тохджайи (1249—1250) привело к консолидации старой и новой аристократии Сингасари. В результате преемниками Тохджайи стали Ранггу Вуни и Махис Чампак, которые правили совместно под именами Джайя Вишнувардхана и Нарасингамурти (1250—1268). По образному выражению из летописи Параратон, их отношения были подобны дружбе двух ядовитых змей в одной норе:22.